# وينديل إي. دان
وينديل إي. دان (بالإنجليزية: Wendell E. Dunn)‏ هو مدرس أمريكي، ولد في 5 أكتوبر 1894 في سوميت في الولايات المتحدة، وتوفي في 26 يوليو 1965 في بالتيمور في الولايات المتحدة.